# 國立陽明交通大學光復校區
24°47′12.14″N 120°59′53.86″E / 24.7867056°N 120.9982944°E國立陽明交通大學光復校區位於新竹市東區大學路1001號，是國立陽明交通大學目前最大的校區，佔地約62公頃。1978年，校方奉准有償撥用中華民國陸軍威武營區，開始建設新校區；1980年，行政大樓完工，校務和教學重心由博愛校區轉移到此。
光復校區南臨新安路，北靠大學路，西臨國立清華大學，東為新竹科學園區－展業一、二路。十分靠近國道一號新竹交流道。校園整體為一正方形。目前大部分的學生皆在內學習、生活。

## 歷史沿革
新竹市大學路，占地62.72公頃
校外宿舍，占地3.19公頃
1973年，全校已有9系2所，博愛校區校地已經無法容納龐大的學生量，當時校長（工學院院長）的盛慶琜，為了達成之後擴充系所計畫的需要，於是到處奔走尋覓新的校地。1974年，交通大學原要遷往高雄，但配合政府發展科學園區，並讓交大、清大、工研院等學術陣容不要分散，因此最後決定不搬遷。在時任新竹縣長林保仁奔走之下，最後找到軍方的陸軍威武營區。1978年，奉准有償撥用陸軍威武營區，並徵收周邊民地，土地面積共約30公頃，闢建為光復校區。期間由於世居本地兩百年之農家拒絕遷離，憲兵曾出動護衛，強行徵地，相關史料至今仍有文史工作者加以研究。1978年6月新生館落成，1980年9月，行政大樓落成，校本部正式遷入辦公，學校重心從此由博愛校區轉移到了光復校區。

交通大學光復校區（北區）建築模型
（位於浩然圖書館2F，已與現實建築有出入）

而這段歷史在國立陽明交通大學博愛校區竹銘館內，鐫刻著一篇〈新闢光復校區記〉，為前校長盛慶琜，訴說著光復校區所來不易，前段述說交通大學光復校區的取得歷史。後段則訴說著交通大學的校地和其他大學比略微不足，而若遷往新校區，不但可以提昇交大的水平，也可以呼應前人所云。以下為〈新闢光復校區記〉節錄：

前校長盛慶琜所著《新闢光復校區記》摘要
我校淵源既遠，作育久宏。歷鼎革、北伐、抗戰、剿匪諸期，路政、國防、軍需、民用，莫不有校友前輩之心血灌注。至今中樞分主交通要政者，多出身我校。九逵載頌，遠近有聲。然薪火相傳，焉知來者之不如今也。是新生館之築，當凜於尼山後生可畏之訓，諸生其知所勉乎！余於是重有感焉：我校新竹舊址，後臨學府路，前對博愛街，而埔頂新校區則原為陸軍威武營區。蓄學所以增智，博愛所以行仁，威武所象勇，智仁勇是謂三達德。孔子不亦云乎：「好學近乎智，力行近乎仁，知恥近乎勇。」曰近而不謂即臻極詣，聖人之垂訓可知矣。前校長淩竹銘先生手訂校訓為「知新致遠，崇實篤行」八字，括其大要，非知新無以致遠，好學則為其契機；非崇實難語篤行，知恥亦所以知病。凡吾人所以躬行未逮者，固不敢盡責諸來軫，然不可不知所勉而志乎其大也。

但威武營區之校地仍不足校務發展需要。1981年開始，再次辦理徵購校地事宜，首先商請軍方將闢比鄰該校西南之陸軍日新營區有償撥交該校使用，並於1988年6月撥得九公頃土地。而配合科學園區的發展，1984年在新竹的交通大學設立電子與資訊研究中心；以便引進高級技術工業及人才。1989年再向科學園區租用6.05公頃土地，一同設立的國家奈米元件實驗室（於光復校區奈米電子研究大樓），並陸續徵購15公頃土地。而整個日新營區，並陸續興建工程四館、管理二館、學生第十二宿舍、科學二館、活動中心、工程五館、學生第十三宿舍、研究生第二宿舍、綜合一館等校舍。1995年起，再陸續完成土木結構實驗室、整合實驗大樓、圖書資訊中心、女生宿舍等校舍。另外，自2003年起，原向科學園區租用六公頃土地，用以成立之國家奈米元件實驗室，每年需繳交3000萬元租金，但教育部函知行政院將核准撥用，使該校校區將更趨於完整。目前光復校區總面積已達62.72公頃，西區校地（新南大門、球場以西）因為水土保持相關問題，導致於2011年底才開放，現有一大水池及新設立的壘球場，其餘為山坡與草地，並與清大只有一線之隔；根據學校地圖，西區校地將可能新建新的教學大樓與宿舍。

## 校園環境
光復校區是交通大學最主要的部份，大部分的科系均在此設立系館，而行政單位也是設於此。目前設於光復校區的行政單位設有行政大樓、中正堂、資訊館、浩然圖書資訊中心、活動中心；教學場館則有綜合一館、工程一館至六館、科學一館及二館、管理一館及二館、人社一館至三館、電子資訊研究大樓、交映樓、土木結構實驗室、田家炳光電大樓、基礎科學研究大樓(又稱科學三館)等。
「學生活動中心」，則設有第一餐廳、理髮部、洗衣部、眼鏡行、撞球桌、華通書局、諮商中心、服務學習中心、藝文中心、各社團辦公室等。「中正堂」除了是學校舉辦慶典的首要場所外，設有郵局，提供學生寄信等服務，也在校園各的角落設有郵局、玉山銀行、兆豐金控等提款機，十分便利。「資訊館」則有24小時電腦教室提供學生上網、列印等功能。

### 校門
光復校區的校門目前有兩座－北大門及新南大門，北大門為交通大學面對大學路的主要校門，而新南大門為2003年交通大學校門新建工程時，一併啟用，為面對新安路、新竹科學園區的校門，在還沒有改建之前，交通大學另有一個南大門，不過在新南大門啟用後，舊南大門將不開放通行。
2003年，交通大學展開「南北校門新建」，北大門為學校對外重要之出入孔道，但因週邊土地產權限制，因此老舊之北大門急需改善。另為配合西區校地開發，將校園主要出入口移至新南大門，因此對南北大門進行整體改造。本次改造有三個重點：整體景觀美化、警衛亭與夜間照明，北大門為一大陡坡，南大門則無圍牆。另外，不但以植栽美化環境，更以鋼骨及玻璃材質作為警衛室，而夜晚還有夜間照明，展現出迥異於白晝之風采。
- 北大門（大學路）
- 舊南大門（新安路）
- 新西南大門（新安路）

### 浩然圖書資訊中心
「浩然圖書資訊中心」為傑出校友殷之浩於1993年以大陸工程名義所捐贈，而建築公司恰好也是大陸工程，1996年興建完工，1998年開放使用。浩然圖書資訊中心時常舉行藝文特展或表演，像是西藏特展、玻璃藝術展、浩然音樂Bar等。2002年，臺聯大系統四校圖書館館際合作方案，讓學生可以共享四校的圖書和多媒體資源。
浩然圖書資訊中心也是臺灣館藏量豐富的大學圖書館之一，除了中西文書籍外，也有期刊、視聽資料等，常吸引學生、周遭居民前往閱覽。截至2011年1月為止，圖書館內共有中英文圖書74萬冊、中英文電子書冊52萬冊、中英文期刊合訂本16萬冊、中英文視聽資料6萬片、中英文微縮片100萬片，總計近250萬的總館藏量。
圖書館地下二樓則設有藝文空間、24小時自修室、瑞典查默斯亞洲辦公室、伊瓦士咖啡廳和演藝廳等。

### 教學場館
科學一至二館、工程一至六館、基礎教學大樓
「科學一館」為理學院使用之系館，為應數系系館，另有普物實驗室。而「科學二館」也為理學院使用之系館，是應化系教學與實驗主要的施作場所。「基礎教學大樓」又稱科學三館，為基礎科學教育等研究的主要場所，為電物系系館，另外尚有多間生物實驗室及微積分教室，已於2011年落成並啟用，將與科學一館、科學二館形成強大的理學院研究區。「工程一館」為土木工程學系的研究場所，內有實習工廠，提供學生學以致用。「工程二館」則為土木工程學系；奈米科技研究所的使用場所。「工程三館」為資訊學院的主要研究場所，資訊相關研究設施皆為於本館。「工程四館」則為電機學院的使用場所，電機相關領域研究，包括：電信研究中心、李立臺揚網路研究中心、臺聯大腦科學中心皆在本館。「工程五館」主要為工學院機械系、電機學院共用，內有跨領域光電科技研究中心、生產自動化中心、推廣教育中心、機械製造與熱流研究中心、高效率能源科技研究中心、智慧型運輸系統iTs研究中心。「工程六館」為材料系及生物科技學系的研究場所，其中位於一樓的優貝克廳，則為【優貝克科技】(Ulvac)所捐贈，內有先進超快雷射研究中心。
管理一至二館、人社一至三館、綜合一館
「管理一館」則為管理學院的研究場館，其中位於一樓的光寶廳，為【光寶科技】所捐贈。「管理二館」也是管理學院的使用場館，內有製造管理中心、中國法制中心、運籌與供應鏈管理研究中心、金融投資決策教學研究中心等。「人社一館」為人文社會學院使用場館，內有虛擬設計研究中心、師資培育中心、數位內容研究與教育中心等。「人社二館」同為人文社會學院研究場所，內有新興文化研究中心、電影研究中心。「人社三館」則將完工並啟用。「綜合一館」為管理學院、通識教育中心、空中大學等使用場館，內設有語言教學與研究中心、華語中心、通識教育中心、運輸研究中心、電子商務研究中心，周間為交大同學上通識課的場館，一到假日就變成熱鬧的空中大學上課場所。
交映樓、田家炳光電大樓、土木結構實驗室、環保大樓、美術館
「交映樓」為電機學院、管理學院的研究場館，本場館為【中華映管】於2004年所捐贈，內有顯示科技聯合研究中心、NSoc辦公室等，於2006年年底落成。「田家炳光電大樓」為光電及化學相關單位使用場館，本廠館為【田家炳】先生所捐贈，於2009年年底落成。「土木結構實驗室」為土木工程學系所使用。「環保大樓」則是環境科學研究所的研究場館，於2009年年初落成。「美術館」，為【安藤忠雄】所設計，將建設於西區校地，期許成為新竹市第一的美術館，但因經費不足而停工，後來受【白文正】董事長與【寶來文教基金會】捐贈下，正積極往重新開工的目標進行。
電子資訊研究大樓、奈米電子研究大樓、固態電子系統大樓
「電子資訊研究大樓」為「電子與資訊」相關單位所使用的場館，內有電子與資訊研究中心、晶片系統研究中心、尖端資訊系統與電子研究中心、奈米電子資訊系統研究中心、矽導研發中心、腦科學研究中心、交大工研院聯合研發中心、應科中心光電組、思科網路科技研發中心、網路學習與應用研究中心、電腦視覺研發中心、資策會交大聯合研發中心、工研院交大網路測試中心、資訊科技前瞻研究中心、尖端電子資訊中心、網路測試中心、企業法律中心、交大聯合研發中心、友訊交大聯合研發中心、瑞昱半導體與交大聯合研發中心、前瞻無線電科技、實習法庭等。「固態電子系統大樓」則為「奈米」相關單位所使用，內有奈米中心、奈米科技中心。「奈米電子研究大樓」則是和科學園區租借的土地，並與政府共同興建之國家奈米元件實驗室之研究大樓。

### 飲食設施
餐廳有第一餐廳（活動中心一樓）、第二餐廳與女二舍餐廳，簡餐則有小木屋鬆餅屋、奶油廚房等；有四家便利商店（全家便利商店一家，7-Eleven兩家，萊爾富一家）、麥當勞和伊瓦士咖啡廳。餐廳在2007年暑假整修改建後，學生的伙食環境已大幅改善，由學生與評鑑委員評鑑，淘汰不好的廠商及攤位。各餐廳則引進連鎖業者，像是一餐的早餐店、摩奇地飲料，二餐的八方雲集、多多咖啡，女二舍的咖哩、拉麵、蓋飯、麥當勞等，小木屋則專賣鬆餅、飲料，奶油廚房則是從早餐到晚餐皆供應(一到五:7:30A.M.~19:00P.M.；六:10:00A.M.~15:00P.M.；日:公休)；位於浩然圖書資訊中心地下二樓的伊瓦士咖啡廳，也常吸引人名人到訪。特別的是「豆花阿姨」，為交大奉獻飲食餐飲長達十餘年，吸引不少同學以消費給予支持。另外，校區西區設有烤肉區，提供同學聚會或活動使用。

### 體育設施
運動設施有體育館、綜合球館、羽球館、游泳館、溜冰場和田徑場等。原壘球場現已改建為基礎教學研究大樓，新的壘球場則移至校區西側；位於體育館地下室及游泳館二樓的健身中心，設備一應俱全，常吸引學生前往使用；棒球場則常舉辦大專盃棒球聯賽。

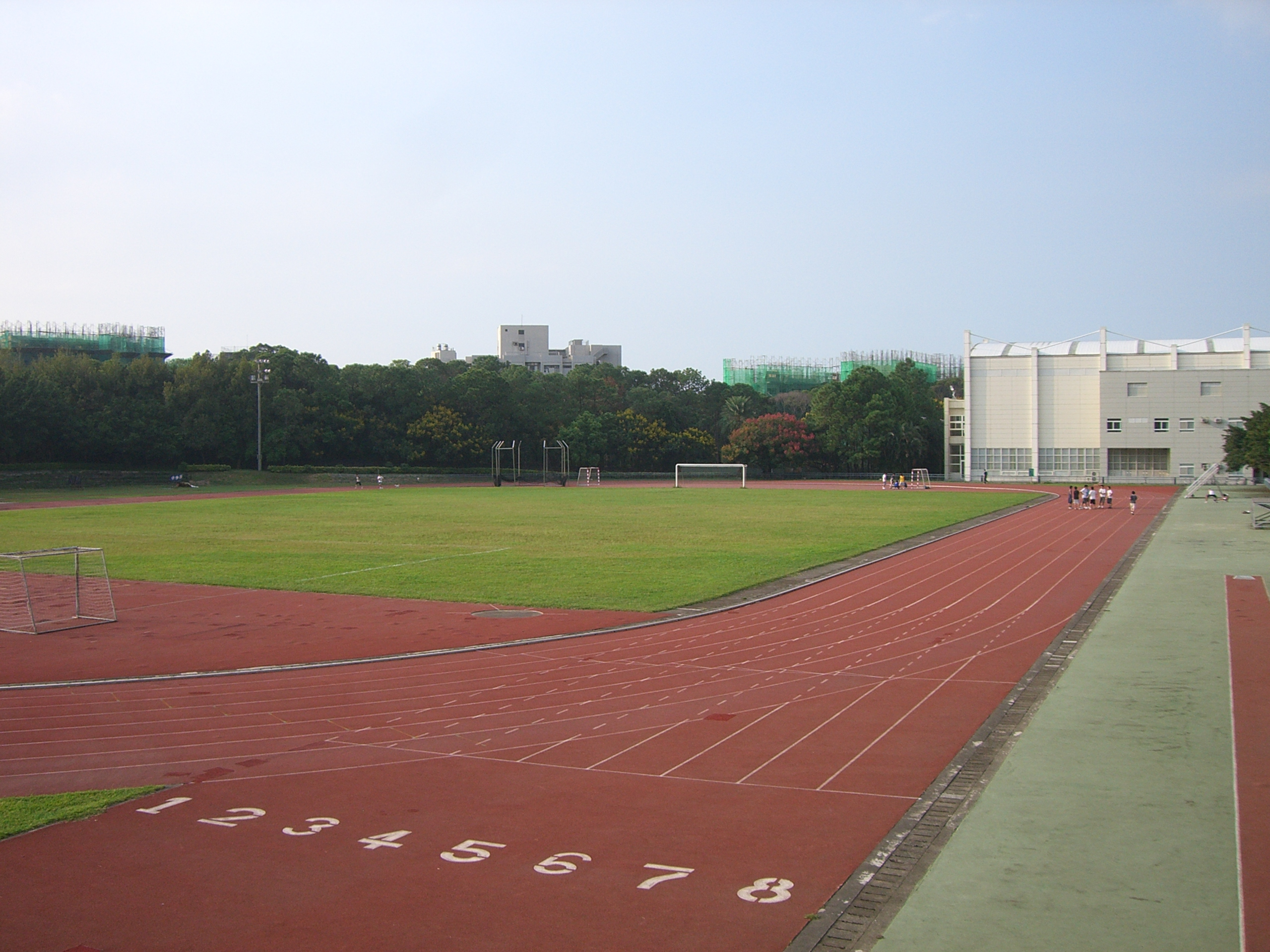
田徑場
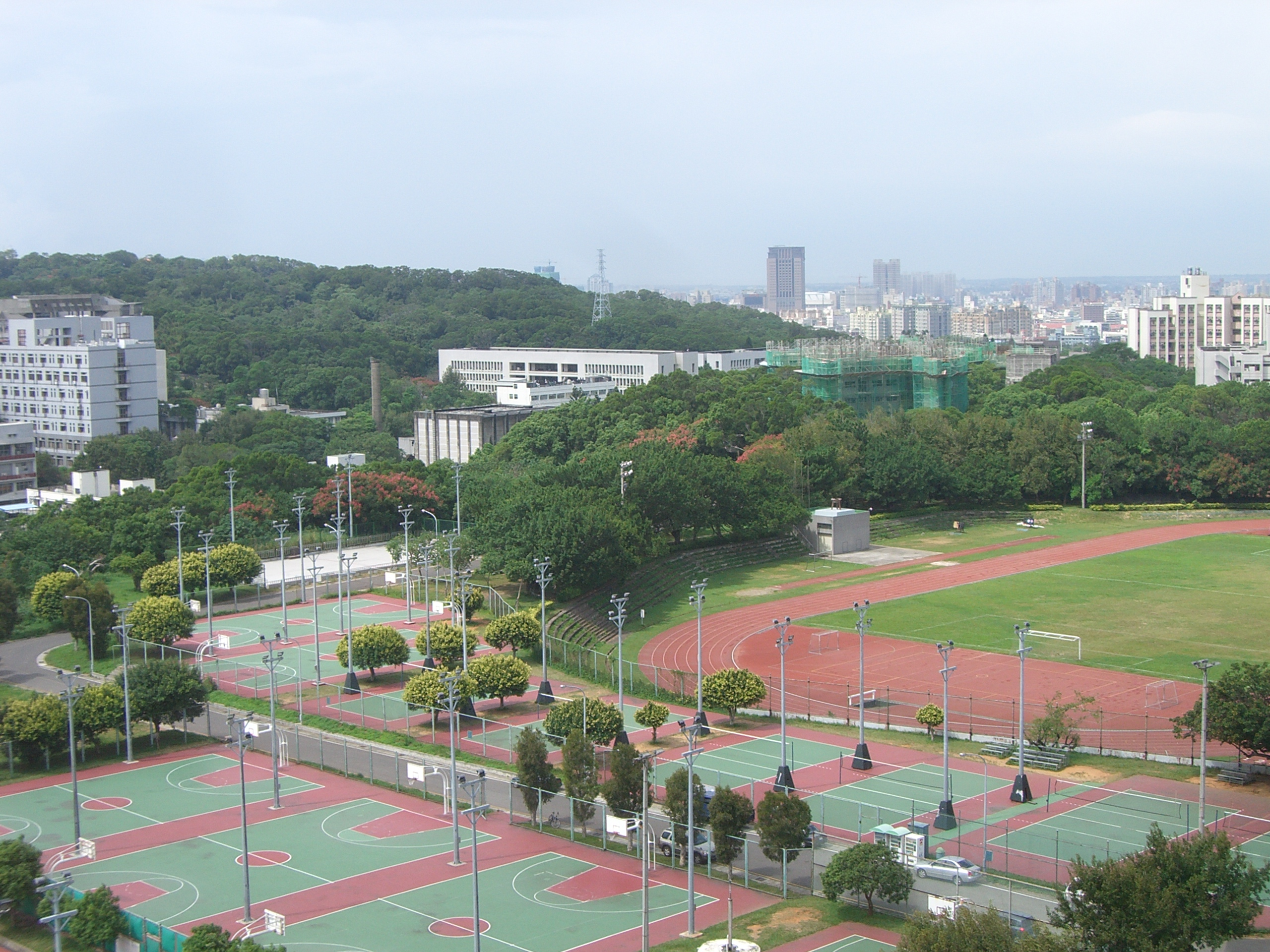
室外運動場
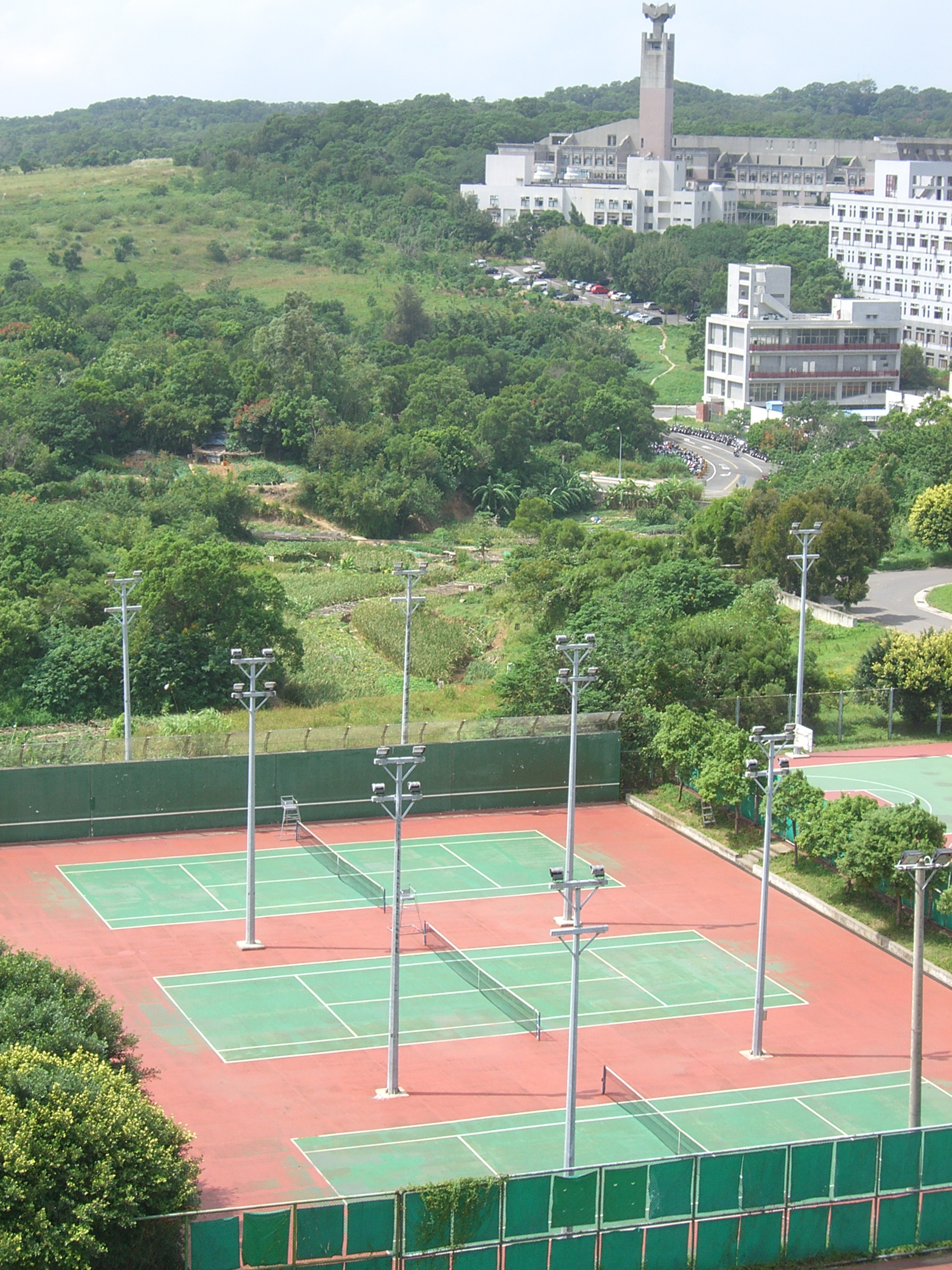
室外網球場
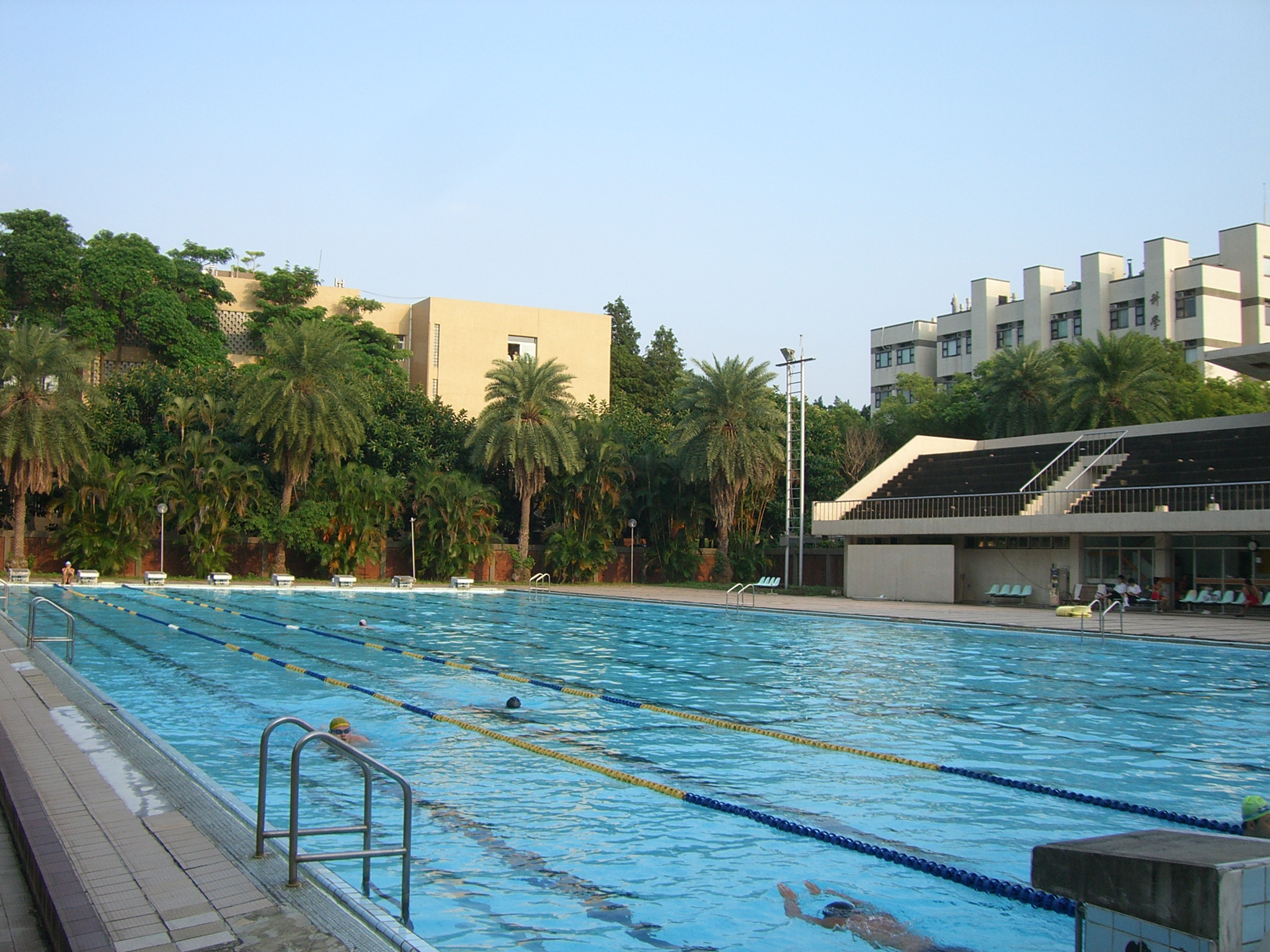
舊游泳池

### 教職員生宿舍
學生宿舍為女二舍、竹軒、第七～十三舍、研一~三舍
教職員的住宿位於光復校區附近則為「德鄰新村」、「建功學人村」、「大學路學人宿舍」、「第一招待所」、「第二招待所」、「木淑館(第三招待所)」，提供優秀教授、員工住宿，讓教職員有良好的休息空間。

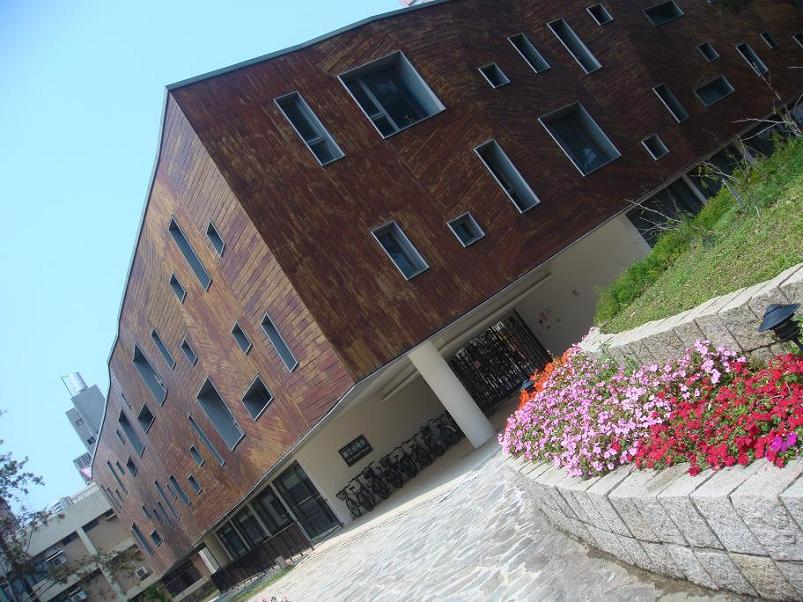
木淑館(第三招待所)

## 景觀

### 楊英風藝術雕刻十三景
交大光復校區內散佈13件由知名藝術家楊英風所創作的景觀雕塑，當中還有三件大型雕塑，分別是緣慧潤生、正氣、明月、海鷗、翔龍獻瑞、水袖、茁生、風調雨順、龍賦、鳳凌霄漢、南山晨曦、龍嘯太虛、夢之塔。加上浩然圖書中心二樓之大門口同為楊英風先生之作的「鳳凰來儀」，則共有14件作品在交大，但其中僅有為交大百週年校慶所設計的《緣慧潤生》為原件，其餘皆為複製品。

### 圖書館八景
圖書館八景位於光復校區有：長廊映翠、眾柱擎天、十方羅壁、浩然照夜、藝海掇英、秦俑煥采、小園呈秀、雙鵬展翅。

### 交大十六景
交大十六景位於光復校區內有：青埔朝陽、風亭九思、思園春曉、荷塘月色、曲道夾蒑、竹園映亭、竹湖晨風、松林立翠、綠掩重樓、玉樹向榮、西庭笑語、緣慧潤生、碧草如茵、康莊迎曦、南臺遠眺、率意通衢。

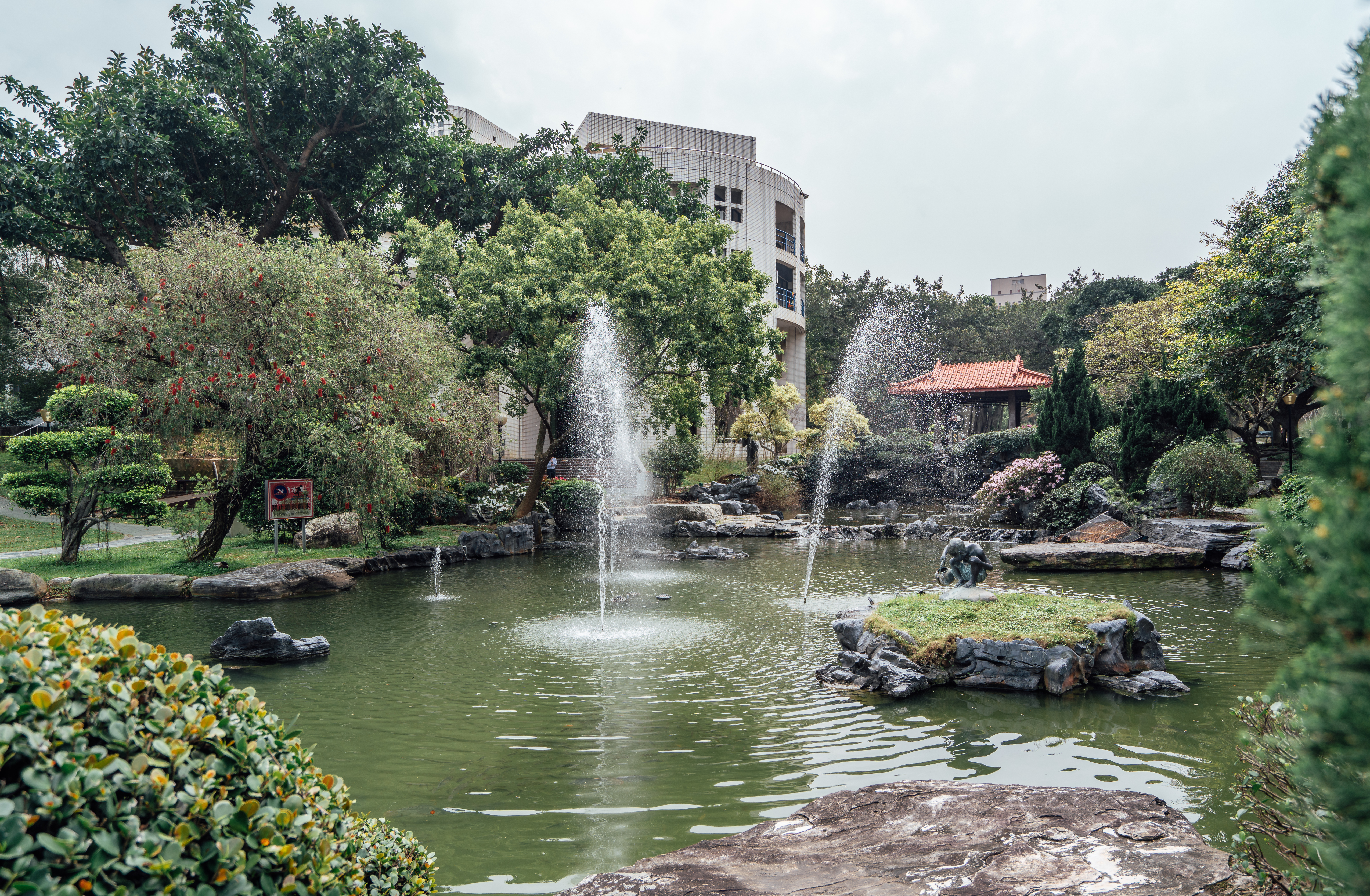
思園春曉
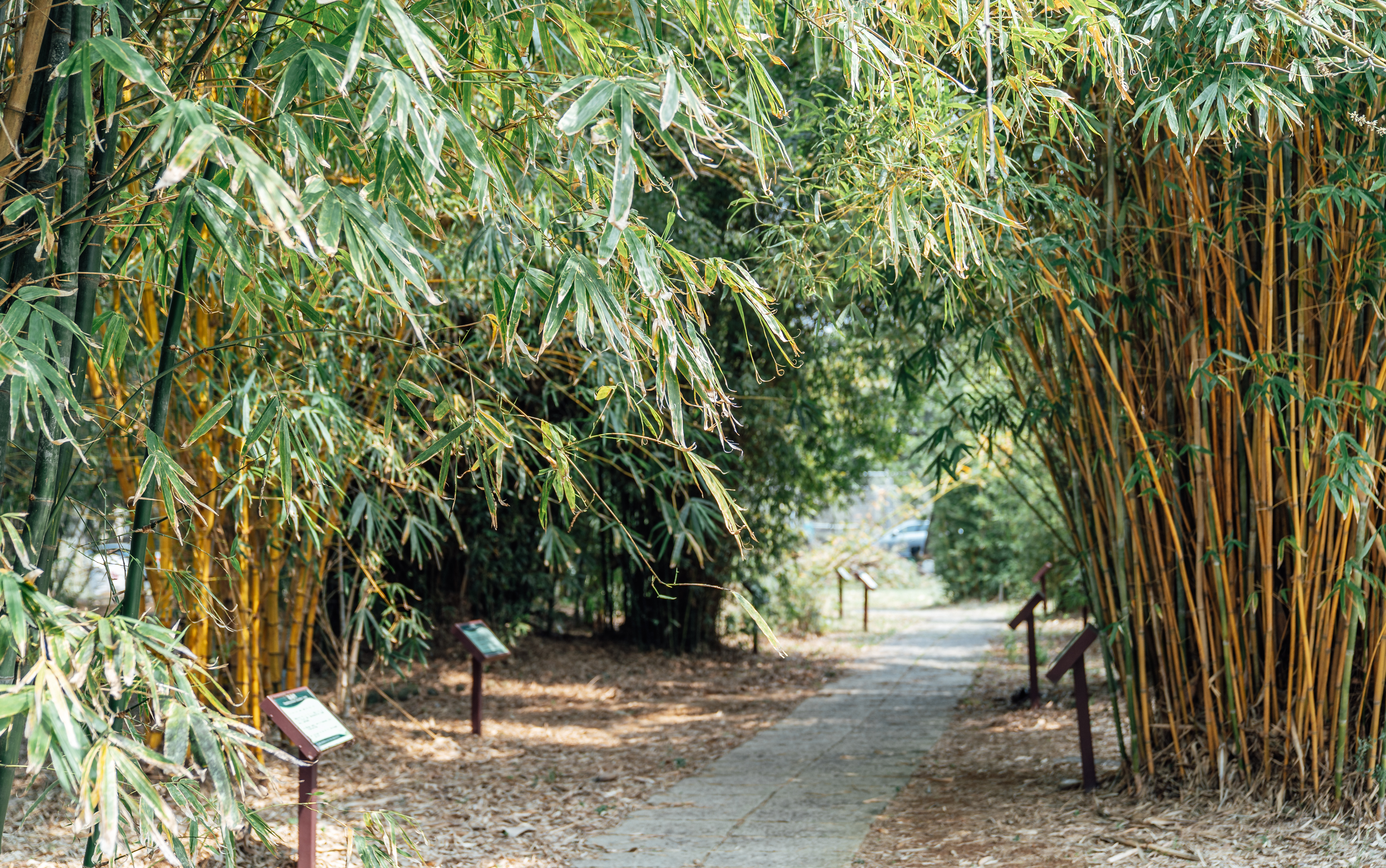
百竹園
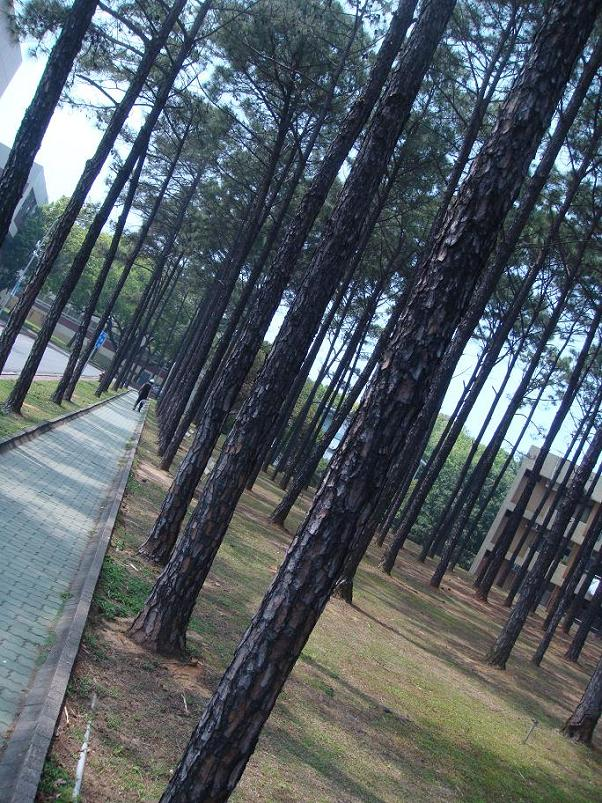
松林立翠
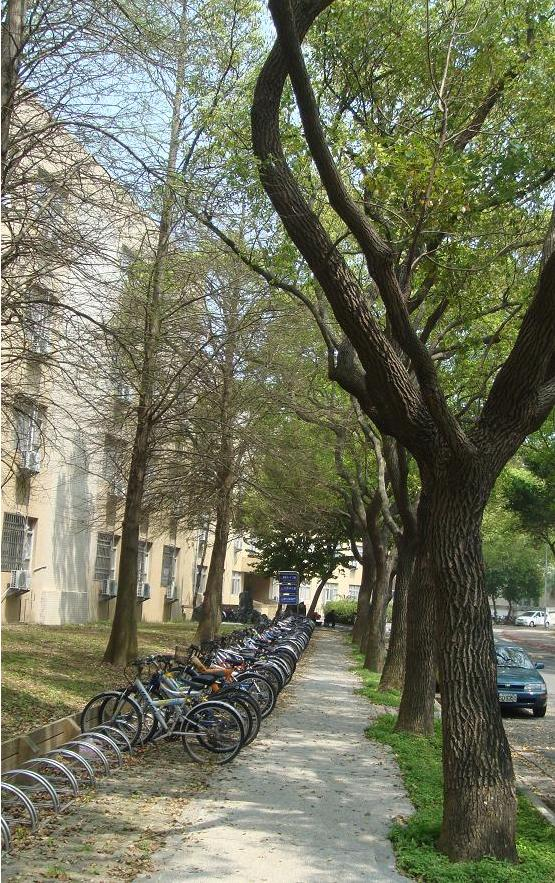
綠掩重樓
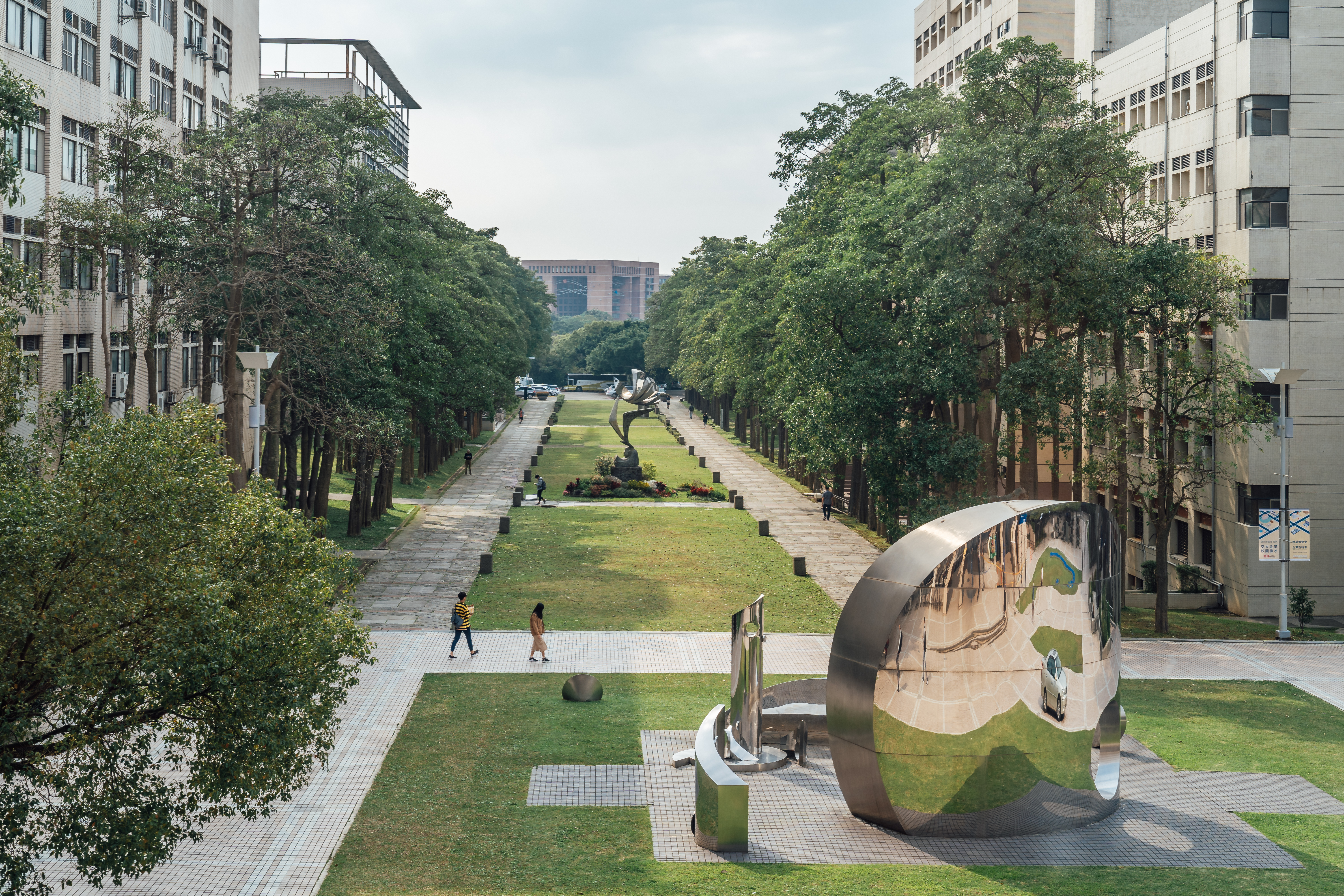
康莊迎曦
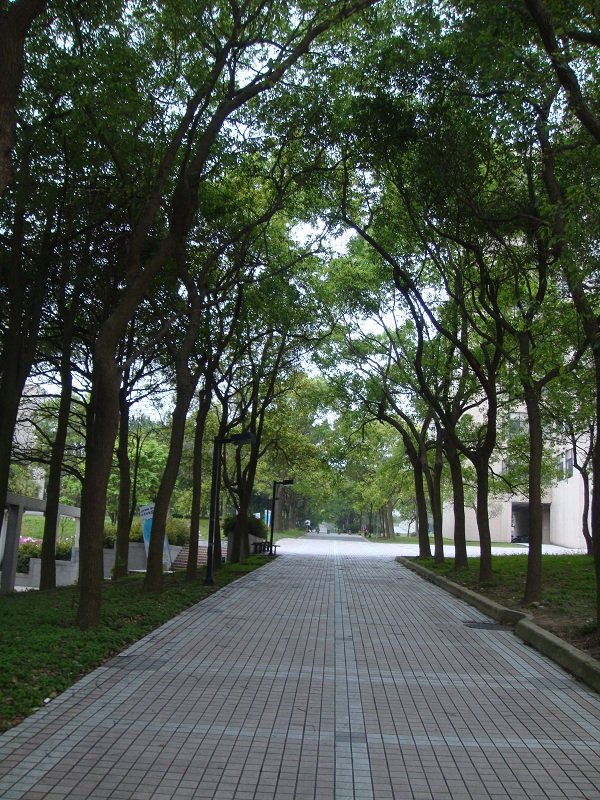
率意通衢

### 竹湖
1978年，陸軍有償撥用威武營區及附近民地，設立光復校區。校區整建時，便計畫於光復校區設立人工湖。隔年，人工湖竣工，命名「竹湖」，以紀念前校長淩鴻勛（字竹銘）。竹湖為交大的象徵，也是附近居民平時散步的好場所，交大的學生也時常在竹湖附近約會，而竹湖音近似「竹狐」，因此梅竹賽交通大學的吉祥物理所當然就是「狐」。同時竹湖也被選為新竹市的新八景之一。

## 外部連結
- 國立陽明交通大學（页面存档备份，存于）